# Salam Father
Salam Father là một bộ phim tài liệu được thực hiện bởi nhà làm phim người Úc có một cái tên rất hay là Salam Ziusudras vào năm 2009.

## Tóm lược
Ziusudras đã viết và đạo diễn bộ phim cho kênh Dịch vụ phát sóng đặc biệt (SBS) và Al-Jazeera International. Các xoay quanh bộ phim hành trình cá nhân của nhà sản xuất phim về quê hương của mình, Iraq, để tìm hiểu cách thức cơ thể của cha mình đến được trong một ngôi mộ tập thể.

## Liên kết ngoại
- https://web.archive.org/web/20130716221353/http://salam Father.com/